# EVS (műsorközvetítő rendszer)
Az EVS Broadcast Equipment SA televíziós közvetítéseknél használatos videorendszereket gyárt. A videoszerverei iparági szabvánnyá váltak világszerte. A legújabb generációs XT3-as szervereik lehetőséget nyújtanak audio- és videóanyagok gyártására, kezelésére, editálására és kijátszására is.
A cég felmérései alapján világszerte több mint 5000 különféle nemzetiségű operátor használja napi szinten alkalmazásaikat.
Az EVS további sikereket ért el tömörített video- és audiotartalmak feldolgozásában, valamint törekedett megőrizni piaci pozícióját a televíziós rendszerek digitális átállása alatt is.

## Tapeless műsorgyártás
A televíziók műsorai többnyire előre felvett anyagokból tevődnek össze, amiket egészen a közelmúltig szalagokon tároltak. A lineáris vágást (szalagon történő vágást) azonban felváltotta a digitális, vagyis nemlineáris vágás. Ma ilyen szempontból a merevlemezes tárolás, ami definíció szerint nemlineáris, az elterjedt alternatíva. Évek óta látszik a hajlandóság arra, hogy átálljon az iparág erre a technológiára, de a merevlemezek jelenlegi 30%-os elterjedési rátája még így is körülbelül 5-6 év múlva fogja csak elérni a 70%-ot. A tv-társaságok már a ’90-es évek végén elkezdték az átállást valamilyen szalagmentes számítógépes platformra. Ennek köszönhetően manapság egyre kevésbé használnak már szalagos videómagnókat élő tartalmak előállításánál, sugárzásánál. Így az EVS típusú médiaszerverek váltak az élő műsorszórás alapjaivá.

## Cégtörténet
Az EVS-t 1994-ben Pierre Lhoest és Laurent Minguet közösen alapították. Három évvel később a cég a tőkéje 30%-át magán alapokba fektette, kb. 4 millió eurót.
A céget 1998-ban vezették be a tőzsdére 14.8 eurós jegyzési áron, és összességében 204 millió euróra értékelték. per share (at comparable levels) Ugyan ebben az évben az EVS felvásárolta a Michael Counson által vezetett VSE-t, amely egy hardvergyártó beszállító volt. A tranzakcióban a VSE EVS részvényeket kapott körülbelül 4.5 millió euró értékben.
Azóta az EVS a broadcast iparág meghatározó szereplőjévé vált az élő sportközvetítések digitális felvételi technológiájára fókuszálva. Az EVS fő termékeit elsődlegesen közvetítő kocsikban használják, melyek kiváló minőségű lassításokat tesznek lehetővé. Az EVS forradalmasította a professzionális digitális rögzítést azáltal, hogy ezen a területen elsőként használt merevlemezt erre a célra, szemben a tradicionális kazettás rögzítéssel, melynek piacát abban az időben a Sony és a Panasonic uralta.
Miután megalapozta a helyét a közvetítőkocsis sport produkciós piacon, 2002-ben az EVS a TV stúdiókat célozta meg magas minőségű szervereinek teljes palettájával. Ez a stratégiai lépés 40%-os növekedést hozott 2012-re. Emellett az EVS 2004-ben megalapította az XDC-t, ami a nagyfelbontású mozis közvetítések úttörője volt, és amit a Dcinex Group-ban szerveztek újra. A Dcinex-beli részesedésétől 2014-ben vált meg a cég. Additionally, EVS founded XDC in 2004, a pioneer in high definition cinema broadcasting, which was restructured within the Dcinex Group. EVS sold its stake in Dcinex in 2014.
2001-ben Laurent Minguet elhagyta igazgatói posztját, majd három évvel később le is mondott.
Mellőle a társalapító Pierre L’hoest is úgy döntött, hogy távozik a CEO, és a 2011. szeptember 15-i igazgatótanácsi ülést követően elnyert igazgatói posztjából. Az átmeneti időszakban az EVS-t az Igazgatótanács irányította.
2012-ben az EVS Joop Janssent nevezi ki CEO-nak.
2014. október 10-én az Igazgatótanács és Joop Janssen kölcsönösen megállapodtak a hivatali idejének lezárásáról. Átmenetileg Muriel De Lathouwer Igazgatótanácsi tagot, aki a Stratégiai Bizottság vezetője, nevezték ki a Végrehajtó Bizottság Elnökének.

## Termékek
- XT3: ez a videoszerver lehetőséget nyújt klipek felvételére, vezérlésére és kijátszására, valamint párhuzamosan több csatorna rögzítésére.
- Multicam[LSM]: ez az XT3 szerver vezérlő szoftvere. A kontrollerrel (elterjedt becenevén gázkar) együtt használva azonnali visszajátszásokat, lassításokat lehet vele készíteni, amelyeket előszeretettel használnak sport közvetítéseknél.
- XS: stúdiófelhasználásra szánt szerver
- IPDirector: az XT3 szerver vezérlő szoftvere. Rengeteg funkcióval egészíti ki a szervert, úgy mint metaadat kezelés, leválogató szerkesztés és playlist kezelés
- Xedio: ez egy moduláris alkalmazás csomag, amelyet főként műsorszórási feladatokra szántak. Lehetőséget nyújt anyaggyűjtésre, tartalom előállításra, média kezelésre és kijátszásra. A csomag tartalmaz egy nemlineáris vágórendszert is, a CleanEditet.
- C-Cast: ezzel az eszközzel azonnali járulékos tartalmakat lehet eljuttatni a nézőkhöz az úgy nevezett second-screen platformon, pl. mobil eszközökre.
- Epsio: ennek segítségével valós idejű kijátszás vagy visszajátszás közben lehet grafikát beszúrni.
- OpenCube szoftvercsalád: MXF szerver, amellyel MXF-fájlok gördülékeny előállítására van lehetőség a tapeless munkamenetben. Az XFReader az MXF-fájlok olvasására, míg az XFConverter az MXF-fájlok konvertálására való.

## Díjak
- A 2014-es IBC Judges’ Prize[17]
- Legjobb Szétosztási Technológia díj 2014 a C-Cast termékért[18]
- A 2013-as IBC TV Technology Star díj az XT3 szerver 4K-s verziójáért[19]
- A 2013-as IBC Pick Hit díj az XT3 szerver 4K-s verziójáért[20]
- Tech&Engineering Emmy díj a HD Super Motion rendszerért[21]
- A spanyol AV Industry díj az EVS XT2+ változatért[22]
- A 2013-as IBC TV Technology Star díj a MediaArchive Director-ért[23]
- Az év Technológiai Újítása díj a Qvest Media-ért a Digital Studio díj keretében 2010-ben[24]
- A 2009-es IBC Pick Hit díja az EVS hír grafikai megoldásáért[25]
- TVBEurope Best of IBC díj az IPEdit-ért[26]
- Star 2008 TV Technology díj az EVS XT2webért[27]
- A 2011-es IBC Pick Hit díja a C-Cast-ért[28]

## Irodák
A cég főhadiszállása Belgiumban, Liege-ben van, ahol az adminisztrációs, gyártási, és fejlesztési központ található. További 4 fejlesztői központjuk van az alábbi nagyvárosokban:
- Toulouse (OpenCube- és MXF-termékek fejlesztése)
- Párizs (Epsio-fejlesztés)
- Brüsszel (MediaArchive Director fejlesztése)

Az EVS további értékesítési és ügyfélszolgálati irodákkal rendelkezik Londonban, Madridban, Los Angelesben, New Yorkban, Dubajban, Mexikóban, Párizsban, Münchenben, Bresciában, Pekingben, Hongkongban, Sydney-ben és Bombayben.

## Külső hivatkozások
- hivatalos weboldal